# 인디펜던트 전차
빅커스 A1E1 인디펜던트(Vickers A1E1 Independent)는 주포탑 1개와 주포탑이 여러개 인 척 위장한 4개의 기관총 포탑이 특징인 영국의 다포탑 전차이다. 또한 현재는 레플리카 인디펜던트 전차가 영국 보빙턴 전차 박물관에 전시되어 있다.

## 영향
인디펜던트 전차는 특히 소련에 영향을 많이 주었는데, 대표적으로 T-100과 T-28 전차, T-35 전차에 영향을 주었다.

## 대중 매체에서

### 비디오 게임
- 워썬더

## 같이 보기
- 다포탑 전차
- T-28 전차
- T-35 전차
- T-100